# اسکای‌رودز

اسکای‌رودز (به انگلیسی: SkyRoads) یک بازی کامپیوتری تحت داس است که توسط بلومون سافت‌ور توسعه یافته و در سال ۱۹۹۳ توسط شرکت کریتیو دایمنشنز منتشر شده‌است.